# Васил Евтимов
Васил Евтимов Иванов е български художник.

## Биография
Васил Евтимов е роден на 29 юни 1900 г. в град Кюстендил. Завършва гимназия в родния си град през 1918 г., като по това време е привърженик на анархизма. През 1919-20 г. заедно с Асен Василиев, Борис Елисеев, Иван Ненов и Кирил Цонев организират 2 изложби в Кюстендил. Завършва Художествената академия в град София през 1925 г., специалност живопис.
Под влияние на своя близък приятел Владимир Димитров - Майстора започва да рисува портрети и битови композиции. След завършването на академията става учител в Пазарджик. По-късно работи три години в Държавната печатница - София, като художник надничар, където създава 23 проекта за пощенски марки с исторически сюжети. Посещава два пъти Париж, където има и самостоятелна изложба. След Втората световна война работи в Националната художествена галерия и Етнографския музей. През 1955-1956 г. посещава Китай за 6 месеца и прави изложби в Пекин, Шанхай и други градове.
Участва в множество общи художествени изложби, има самостоятелни изложби в Кюстендил – 1979 г., Мюнхен – 1985 г. Произведения на художника притежават много софийски фамилии и частни колекции в Париж, Брюксел, Лондон, Мюнхен, Стокхолм, Цюрих, Вашингтон и Ню Йорк, както и много художествени галерии в България. Най-голямата сбирка от творби на художника е в Художествената галерия „Владимир Димитров - Майстора“. Васил Евтимов рисува множество портрети на персонажи от известни софийски фамилии, натюрморти, фигурални композиции и пейзажи. По известни цикли в творчеството му са: „Край Кюстендил“, „Моми“, „Хора“, „Априлското въстание“, „Рибари“ и мн. други. Картините на художника са работени в монотипна техника и колорит, които открояват авторски стил. Васил Евтимов умира през 1986 г. в София.